# Station Tronget
Station Tronget is een spoorwegstation in de Franse gemeente Tronget.